# Ministero della giustizia (Spagna)
Il Ministero della giustizia (in spagnolo: Ministerio de Justicia – MJUS) è un dipartimento del governo spagnolo responsabile della politica governativa per l'attuazione del sistema legale, specialmente in ambito penale, civile, commerciale e procedurale, a sostegno della Magistratura della Spagna, della cooperazione legale e internazionale, garantendo il diritto fondamentale religioso e le materie in relazione agli atti storici.
L'attuale capo del ministero è Pilar Llop, che è esercita la funzione di Notaio maggiore del Regno.

## Storia
Il ministero è stato creato nel 1931 con la proclamazione della Seconda Repubblica in Spagna ed è il precedente Ministero di grazia e giustizia. Da allora il dipartimento è rimasto tale fino ad ora con l'eccezione di due periodi. Tra il 1935 e il 1936 fu abolito e le sue funzioni furono assunte dal Ministero del lavoro e della giustizia e dal Ministero del lavoro, della giustizia e della sanità. Tra il 1994 e il 1995, i suoi poteri passarono al Ministero della giustizia e dell'interno. Nel 1996, José María Aznar ricostituisce il ministero durante il mandato di presidente del governo.

## Funzioni
Al Ministero della giustizia corrispondono le seguenti funzioni :
- Proporre ed eseguire la politica del governo spagnolo per lo sviluppo del sistema legale.
- Costruire rapporti con l'Amministrazione della giustizia, il Consiglio generale della Magistratura e la Procura del re, attraverso il Procuratore generale dello Stato.
- Cooperazione legale internazionale.

## Struttura
Il Ministero della giustizia è strutturato nei seguenti organi superiori:
- Segreteria di Stato per la giustizia
- Sottosegretario alla giustizia
- Patrocinio dello Stato-Direzione del servizio giuridico dello Stato.

## Elenco dei ministri della giustizia
I ministri della giustizia nella storia recente della Spagna sono i seguenti:
| Legislatura                                        | Inizio            | Fine              | Nome                        | Partito           |
| -------------------------------------------------- | ----------------- | ----------------- | --------------------------- | ----------------- |
| Constituente (1977-1979)                           | 4 luglio 1977     | 6 aprile 1979     | Landelino Lavilla Alsina    | UCD               |
| I (1979-1982)                                      | 5 luglio 1979     | 9 settembre 1980  | Íñigo Cavero Lataillade     | UCD               |
| I (1979-1982)                                      | 9 settembre 1980  | 1º settembre 1981 | Francisco Fdz. Ordónez      | UCD               |
| I (1979-1982)                                      | 1º settembre 1981 | 3 dicembre 1982   | Pío Cabanillas Gallas       | UCD               |
| II (1982-1986)                                     | 2 dicembre 1982   | 26 luglio 1986    | Fernando Ledesma Bartret    | PSOE              |
| III (1986-1989)                                    | 26 luglio 1986    | 12 luglio 1988    | Fernando Ledesma Bartret    | PSOE              |
| III (1986-1989)                                    | 12 luglio 1988    | 6 dicembre 1989   | Enrique Múgica Herzog       | PSOE              |
| IV (1989-1993)                                     | 7 dicembre 1989   | 12 marzo 1991     | Enrique Múgica Herzog       | PSOE              |
| IV (1989-1993)                                     | 12 marzo 1991     | 13 luglio 1993    | Tomás de la Quadra-Salcedo  | PSOE              |
| V (1993-1996)                                      | 14 luglio 1993    | 6 maggio 1994     | Juan Alberto Belloch Julbe  | PSOE              |
| Ministero della giustizia e dell'interno (1994-96) |                   |                   |                             |                   |
| VI (1996-2000)                                     | 5 maggio 1996     | 27 aprile 2000    | Margarita Mariscal de Gante | PP                |
| VII (2000-2004)                                    | 28 aprile 2000    | 10 luglio 2002    | Ángel Acebes Paniagua       | PP                |
| VII (2000-2004)                                    | 10 luglio 2002    | 18 aprile 2004    | José María Michavila        | PP                |
| VIII (2004-2008)                                   | 18 aprile 2004    | 12 febbraio 2007  | Juan Fernando López Aguilar | PSOE              |
| VIII (2004-2008)                                   | 12 febbraio 2007  | 14 aprile 2008    | Mariano Fernández Bermejo   | PSOE              |
| IX (2008-2011)                                     | 14 aprile 2008    | 23 febbraio 2009  | Mariano Fernández Bermejo   | PSOE              |
| IX (2008-2011)                                     | 23 febbraio 2007  | 22 dicembre 2011  | Francisco Caamaño Domínguez | PSOE              |
| X (2011-2015)                                      | 22 dicembre 2011  | 23 settembre 2014 | Alberto Ruiz Gallardón      | PP                |
| X (2011-2015)                                      | 23 settembre 2014 | 29 settembre 2014 | Soraya Sáenz de Santamaría  | PP                |
| X (2011-2015)                                      | 29 settembre 2014 | 21 dicembre 2015  | Rafael Catalá Polo          | PP                |
| XI (2015-2016)                                     | 22 dicembre 2015  | 3 novembre 2016   | Rafael Catalá Polo          | PP                |
| XII-XIII (2016-2020)                               | 4 novembre 2016   | 7 giugno 2018     | Rafael Catalá Polo          | PP                |
| XII-XIII (2016-2020)                               | 7 giugno 2018     | 13 gennaio 2020   | Dolores Delgado             | Indipendente-PSOE |
| XIV (2020-2023)                                    | 13 gennaio 2020   | 21 novembre 2023  | Juan Carlos Campo           | PSOE              |
| XV (2023)                                          | 21 novembre 2023  | In Carica         | Juan Carlos Campo           | PSOE              |